# Tabernáculo Metropolitano
El Tabernáculo Metropolitano (en inglés: Metropolitan Tabernacle) es una Iglesia bautista independiente reformada que tiene su sede en Londres, Reino Unido. El pastor principal de la iglesia es Dr Peter Masters.

## Historia
La iglesia comenzó a reunirse en Londres en 1650 con el pastor William Rider. En 1854, Charles Spurgeon se convirtió en pastor de la iglesia. En 1861, la iglesia se trasladó a Elephant and Castle y dedicó un nuevo edificio que incluía un auditorio con capacidad para 6.000 personas.  El edificio sufrió varios incendios y fue reconstruido en 1894, 1941 y 1959 con 1.750 asientos. En 2009, la asistencia semanal fue de unas 500 personas.

## Crítica
Según The Guardian, los sermones de la iglesia se caracterizan por una obsesión con el pecado, el moralismo y un perfeccionismo imposible de alcanzar.